# Jermaniš
Jermaniš je priimek v Sloveniji, ki ga je po podatkih Statističnega urada Republike Slovenije na dan 1. januarja 2010  uporabljalo 36 oseb.

## Znani nosilci priimka
- Alfred Jermaniš (*1967), nogometaš